# Arthur Balfour
Arthur James Balfour (25 de juliol de 1848- 19 de març de 1930) va ser un polític britànic. Va ser primer ministre del Regne Unit des de juliol de 1902 a desembre de 1905 i més tard va ser secretari d'estat d'afers exteriors de 1916 a 1919. Era membre del partit conservador. Amb la Declaració Balfour de 1917, va donar suport a l'establiment de jueus a Palestina.

## Biografia

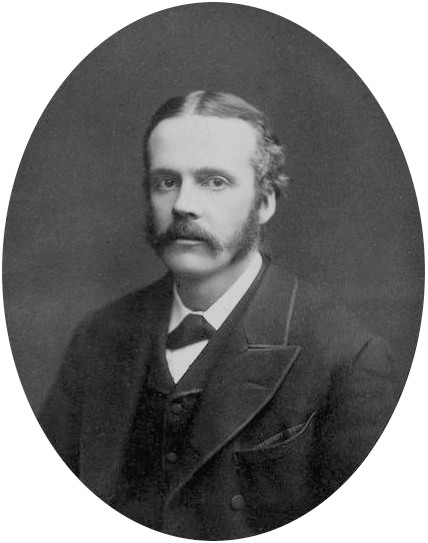
Balfour al principi de la seva carrera.

Arthur Balfour nasqué a Whittingehame, East Lothian, Escòcia, essent el fill gran de James Maitland Balfour (1820–1856) i Lady Blanche Gascoyne-Cecil (que morí als 47 anys, el 1872). La seva mare pertanyia a la noblesa. Arthur Balfour va estudiar primer a Hoddesdon, Hertfordshire (1859–1861), i Eton (1861–1866), on tingué com a mestre William Johnson Cory. Després anà aestudiar al Trinity College de Cambridge (1866–1869), L'embriòleg Francis Maitland Balfour (1851–1882) era germà seu.

## Alguns escrits
- Defence of Philosophic Doubt (1879)
- The Humours of Golf, un capítol del volum de la Badminton Library sobre el golf (1890)
- Essays and Addresses (1893).
- The Foundations of Belief, being Notes introductory to the Study of Theology (1895).
- Questionings on Criticism and Beauty (Oxford, Clarendon Press, 1909)
- Theism and Humanism (1915)
- Theism and Thought (1923)